# Chervonojrijorivka
Chervonojrijorivka (en ucraniano: Червоногригорівка, romanizado: Chervonohryhorivka) es un pueblo ucraniano perteneciente al óblast de Dnipropetrovsk. Situado en el centro del país, es parte del raión de Níkopol y del municipio (hromada) de Pokrov.

## Toponimia
El nombre del lugar en ruso es Chervonogrigorovka (en ruso: Червоногригоровка).  

## Geografía
Chervonojrijorivka se encuentra en la margen derecha del embalse de Kajovka, 16 km al este de Níkopol y 115 km al suroeste de Dnipró. 

## Historia
El pueblo fue fundado después de la destrucción del Sich de Zaporiyia en la década de 1770. El terreno era entonces propiedad del conde Chernishev y el pueblo se llamaba Chernishevsk. Posteriormente, el conde vendió estas tierras a su primo Grígori Krasnov, quien se casó con la hija del conde, y fue entonces cuando el nombre de la finca pasó a ser Krasnojrijorovka (en ucraniano: Красногригорівка). Posteriormente el nombre cambió a Chervonojrijorivka.  
El pueblo obtuvo el estatus de asentamiento urbano en 1938. 
En 2023, Chervonojrijorivka perdió el estatus de asentamiento de tipo urbano debido a la eliminación de este estatus administrativo.

## Demografía
La evolución de la población de Chervonojrijorivka entre 1959 y 2022 fue la siguiente:
| 6671                                                          | 7252 | 7217 | 6888 | 6693 | 6705 | 6661 | 6270 | 6030 |
| (Fuente: Cities & Towns of Ukraine y UKRAINE: Größere Städte) |      |      |      |      |      |      |      |      |

Según el censo de 2001, la lengua materna de la mayoría de los habitantes, el 92,88%, es el ucraniano; del 6,53%, el ruso.

## Infraestructura

### Transporte
Hay dos estaciones de tren en Chervonojrijorivka, en la línea que conecta con Níkopol y con Zaporiyia. El pueblo está en la autopista H23 que conecta Zaporiyia y Krivói Rog con Níkopol. 